# Малик, Михаил Григорьевич
Михаил Григорьевич Малик (16 мая 1911 — 9 октября 1980) — военный моряк, капитан-лейтенант, Герой Советского Союза, участник советско-японской войны 1945 года. Командир 2-го дивизиона торпедных катеров 1-й бригады торпедных катеров Тихоокеанского флота.

## Биография
Родился 16 мая 1911 года в городе Николаевск, ныне Николаевск-на-Амуре Хабаровского края, в семье рабочего. Член ВКП(б)/КПСС с 1938 года. С 1926 года жил в городе Владивостоке. Образование среднее. Работал в филиале «Реммаштрест».
В Военно-Морском Флоте с 1933 года. В 1935 году окончил специальные курсы комсостава Балтийского флота.
Участник Советско-японской войны 1945 года.
Командир 2-го дивизиона торпедных катеров (1-я бригада торпедных катеров, Тихоокеанский флот) капитан-лейтенант Михаил Малик участвовал в 18 боевых выходах, в двух набеговых операциях на вражеские порты на северо-восточном побережье Кореи, в результате которых уничтожено 11 и повреждено 2 транспорта противника.
Михаил Малик участвовал в десанте в порт Юки (Унги), в десанте на Расин (Наджин) и в десанте на Гензан (Вонсан). Впервые при очистке от неконтактных мин фарватера порта Расин применил бомбометание глубинными бомбами с торпедных катеров.
Указом Президиума Верховного Совета СССР от 14 сентября 1945 года за образцовое выполнение боевых заданий командования на фронте борьбы с японскими милитаристами и проявленные при этом мужество и героизм, капитан-лейтенанту Михаилу Григорьевичу Малику присвоено звание Героя Советского Союза с вручением ордена Ленина и медали «Золотая Звезда» (№ 7148).
После войны Михаил Григорьевич продолжал службу в Военно-Морском Флоте СССР. С 1960 года капитан 1 ранга М. Г. Малик — в запасе. Жил в городе Владивостоке. Работал в Музее Тихоокеанского флота. Был директором музея-корабля «Красный вымпел». Вел активную общественную деятельность по патриотическому воспитанию. Скончался 9 октября 1980 года. Похоронен во Владивостоке на Лесном кладбище.

## Награды
- Медаль «Золотая Звезда» Героя Советского Союза.
- Орден Ленина.
- Два Ордена Красного Знамени.
- Орден Красной Звезды.
- Медали.